# Milan Aleksić (calciatore)
Milan Aleksić (in serbo Милан Алексић?; Kragujevac, 30 agosto 2005) è un calciatore serbo, centrocampista del Sunderland.

## Carriera

### Club
Aleksić è cresciuto nel settore giovanile di Čukarički e Partizan. Nell'estate del 2023 è stato ceduto al Radnički Kragujevac ed il 25 ottobre ha giocato il suo primo incontro professionistico in Superliga contro il proprio contro la sua ex squadra, il Partizan. Il 1º novembre seguente ha segnato il suo primo gol in Kup Srbije contro il BASK Belgrado.

### Nazionale
Ha giocato nelle nazionali giovanili serbe Under-18 e Under-19.

## Statistiche

### Presenze e reti nei club
Statistiche aggiornate al 27 maggio 2024.
| Stagione        | Squadra             | Campionato      | Campionato | Campionato | Coppe nazionali | Coppe nazionali | Coppe nazionali | Coppe continentali | Coppe continentali | Coppe continentali | Altre coppe | Altre coppe | Altre coppe | Totale | Totale | Totale |
| Stagione        | Squadra             | Comp            | Pres       | Reti       | Comp            | Pres            | Reti            | Comp               | Pres               | Reti               | Comp        | Pres        | Reti        | Pres   | Reti   |        |
| --------------- | ------------------- | --------------- | ---------- | ---------- | --------------- | --------------- | --------------- | ------------------ | ------------------ | ------------------ | ----------- | ----------- | ----------- | ------ | ------ | ------ |
| 2023-2024       | Radnički Kragujevac | SL              | 25         | 2          | CS              | 4               | 2               |                    | -                  | -                  |             | -           | -           | 29     | 4      |        |
| Totale carriera | Totale carriera     | Totale carriera | 25         | 2          |                 | 4               | 2               |                    | -                  | -                  |             | -           | -           | 29     | 4      |        |